# Orangeordenen
Orangeordenen (Orange Order) er et lovligt, protestantisk broderskab i Nordirland og det vestlige Skotland. Navnet kommer fra de nordirske protestanters traditionelle farve. Den har også medlemmer bosat i en række andre lande. Ordenen blev grundlagt i Loughgall, Armagh i 1795. Den betegner sig som en gudfrygtig organisation som fremmer protestantisk kultur og identitet. Kritikere omtaler den som antikatolsk og sekterisk. 
Politisk var den frem til 12. marts 2005 formelt knyttet til Ulster Unionist Party. Mange af medlemmerne foretrak dog Democratic Unionist Party, og der er også mange som har været eller er tilknyttet loyalistiske paramilitære grupper. 
Ordenen er flere gange blevet klandret for at der er udbrudt optøjer, senest i september 2005 da loyalister affyrede skud mod politiet i flere nordirske byer. Baggrunden for disse optøjer har i de fleste tilfælde været traditionelle marcher gennem områder med overvejende katolsk befolkning. Marcherne afholdes typisk op til 12. juli, hvor man fejrer prins William af Oranjes (Vilhelm 3.) sejr over kong Jakob 2. (James 2.) i Slaget ved Boyne i 1690.